# Teddy Edwards

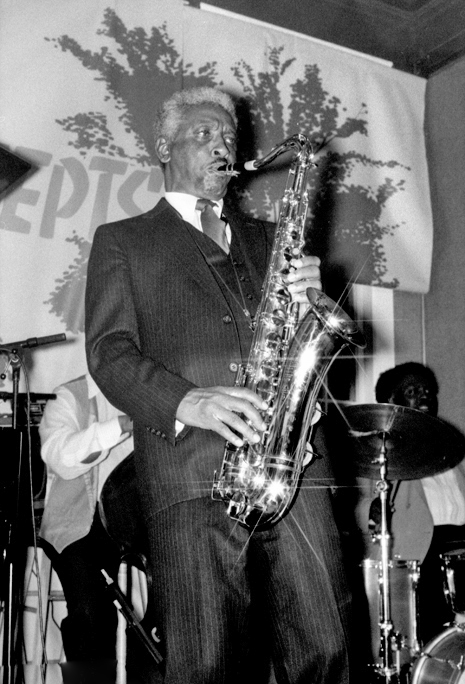
Teddy Edwards

Teddy Edwards (Theodore Marcus Edwards, * 26. April 1924 in Jackson, Mississippi; † 20. April 2003 in Los Angeles) war ein Tenorsaxophonist und Bandleader des Blues und Modern Jazz.

## Leben und Wirken
Mit 16 Jahren spielte Edwards als Altsaxophonist und Klarinettist in Detroit, wo er mit Wardell Gray, Hank Jones und Sonny Stitt zusammentraf. Später leitete er eigene Bands in Alexandria (Louisiana) und in Tampa. Im mittleren Westen war Teddy Edwards Mitglied verschiedener Bluesbands, wechselte 1945 von Florida nach Los Angeles und trat dort dem Sextett des Trompeters Howard McGhee bei. Dieser bat ihn, das Alt- zugunsten des Tenorsaxophons aufzugeben, da Teddy als Nachfolger des an die Ostküste gegangenen Coleman Hawkins vorgesehen war.
Bei McGhee bekam er Kontakt zu Größen wie Charlie Parker, Sonny Criss, Hampton Hawes oder Dodo Marmarosa. Bei Charlie Parker galt er bald als einer der ersten Tenorsaxophonisten des Bebop (Teddy selbst meinte, er sei überhaupt der erste gewesen). Als McGhee 1947 mit Norman Granz auf Tournee ging, stieg er aus und durfte sich mit Wardell Gray und Dexter Gordon im Dezember 1947 an einer Spitzen-Session beteiligen, die auf den Schallplatten The Duel und Homin' In dokumentiert wurde.
Nach Jobs bei Benny Carter und Gerald Wilson war er 1949 für jeweils ein Jahr Hausmusiker im „Lighthouse“ (Hermosa Beach) und in San Franciscos Club Bop City. 1954 trat er ins Quintett von Clifford Brown und Max Roach ein. Nach einem zweiten Engagement bei Benny Carter leitete Teddy 1955 bis 1960 sein eigenes Quartett, Mitglieder waren unter anderem Leroy Vinnegar und Billy Higgins, doch blieb er auch anderen Bands (insbesondere der seines Bassisten Vinnegar) verbunden.
Edwards verzichtete zugunsten seiner Familie in Kalifornien auf einige Tournee-Angebote – und damit auf eine internationale Karriere. Jedoch nahm er 1959 bis 1962 sechs Alben auf (Pacific Jazz und Contemporary), solange das Bop-Interesse an der Westküste anhielt. 1961 wirkte er bei Benny Carters Album Further Definitions mit. Anschließend arbeitete er für die Rundfunk- und Fernsehwerbung, ferner als freiberuflich mit Shelly Manne und Nancy Wilson und für Platten von Ray Charles, Julie London, Mel Tormé und Sarah Vaughan. 1964/65 trat er mit dem Benny-Goodman-Orchester auf der New Yorker Weltausstellung und in Disneyland auf. Neben zwei Alben unter eigenem Namen für Prestige Records entstand noch ein Arrangement für die Sängerin Lorez Alexandria; des Weiteren wirkte er bei Sonny’s Dream (Birth of the New Cool) von Sonny Criss mit.
Ab etwa 1975 arbeitete Edwards mit Milt Jackson und Ray Brown, seiner eigenen Band und zahlreichen Film-Soundtracks wie Nur Pferden gibt man den Gnadenschuß. 1980 ging er auf den Wunsch des Sängers Tom Waits ein, den Soundtrack für Coppolas Film One From The Heart (1982) aufzunehmen, und ging dann mit ihm auf internationale Tournee, u. a. nach Paris und zu Aufnahmen für europäische Labels. Die große Anerkennung kam aber erst zu Beginn der 1990er mit Edwards erstem Verve-Album "Mississippi Lad", auf dem Tom Waits zwei Titel sang. Die Fans rühmten sein Solo-Saxophon mit dem Kontrast zwischen Dynamik und Lyrik. Der Erfolg regte ihn dazu an, für sein nächstes Album "Blue Saxophone" sogar Kompositionen und Arrangements für Blechbläser und Streicher zu schreiben. Sein letztes Verve-Album kam 1995 "La Villa - Live In Paris" heraus, gefolgt noch von drei Soloalben (Midnight Creeper, Ladies Man und Smooth Sailing).
Tom Waits nennt Edwards im Nachruf der Los Angeles Times einen der wichtigsten Architekten des Bebop, den die Musikszene sehr vermissen werde. Er starb am 20. April 2003 in Los Angeles an Prostatakrebs.

## Diskographische Hinweise
- Steady with Teddy (Cool'N'Blue, 1946–1948) mit Howard McGhee, Benny Bailey, Dexter Gordon, Hampton Hawes, Dodo Marmarosa, Addison Farmer
- Teddy's Ready (Contemporary Records/OJC, 1960) mit Joe Castro, Leroy Vinnegar, Billy Higgins
- Together Again! (OJC, 1961) mit Howard McGhee, Phineas Newborn, Ray Brown, Ed Thigpen
- Good Gravy (OJC, 1961)
- Midnight Creeper (High Note, 1997) mit Virgil Jones, Richard Wyands, Buster Williams, Chip White
- The Inimitable Teddy Edwards (Xanadu, ed. 2016)